# Astragalus gracilipes
Astragalus gracilipes es una especie de planta del género Astragalus, de la familia de las leguminosas, orden Fabales.

## Distribución
Astragalus gracilipes se distribuye por Tíbet, India, Pakistán, Cachemira pakistaní, Jammu, Cachemira, Afganistán y Tayikistán.

## Taxonomía
Fue descrita científicamente por Benth. ex Bunge. Fue publicada en Mém. Acad. Imp. Sci. Saint Pétersbourg, Sér. 7, 11(16): 15 (1868).